# Општина Ваидени (Валча)
Ваидени (рум. Vaideeni) општина је у Румунији у округу Валча.
Oпштина се налази на надморској висини од 618 m.